# Pünktchen și Anton
Pünktchen și Anton este un roman pentru copii scris de renumitul scriitor german Erich Kästner, cu ilustrații de Walter Trier. Cartea este structurată în 16 capitole. În acest roman este vorba despre aventurile unei fete, Luise, poreclită Pünktchen (punctișor) pentru că avea pistrui pe față, și ale unui băiat, Anton. Ei sunt prieteni nedespărțiți.
Anton trăiește într-un apartament foarte mic împreună cu mama lui, doamna Gast, care este bolnavă. După școală Anton trebuie să facă rost de bani și să își ajute mama la treburile din casă.
Pünktchen trăiește cu părinții ei, domnul Pogge, care este director la o fabrică, și cu soția lui, Gemahlin (soția, doamna) Pogge, care este vânzătoare. Pentru că părinții nu aveau timp pentru fiica lor, s-au decis să angajeze o dădacă, pe domnișoara Andacht, și o bucătăreasă (grasa Bertha). Pünktchen are un câine șoricar numit Piefke, și locuiește într-un apartament foarte mare de 12 camere.

## Ecranizări
- Pünktchen und Anton (1953) – Regia: Thomas Engel (cu Hertha Feiler, Paul Klinger și Jane Tilden)
- Pünktchen und Anton (1999) – Regia: Caroline Link (cu Elea Geissler, Max Felder, Juliane Köhler, August Zirner și Meret Becker)